# Cerkiew Wniebowstąpienia Pańskiego w Jekaterynburgu
Cerkiew Wniebowstąpienia Pańskiego (ros. Храм Вознесения Господня) – zbudowana w latach 1792–1818 prawosławna cerkiew, jeden z najstarszych obiektów sakralnych w Jekaterynburgu. 

## Historia

### Czasy Imperium Rosyjskiego
Drewniana cerkiew pod wezwaniem Wniebowstąpienia Pańskiego została w tym miejscu ufundowana w maju 1770, a jej konsekracja nastąpiła 17 listopada jeszcze tego samego roku. Uroczystości przewodniczył protojerej Fieodor Koczniew, a błogosławieństwa udzielił metropolita syberyjski i tobolski Paweł. Materiał budowlany pochodził z rozebranej cerkwi Objawienia Pańskiego. Drewniana świątynia położona była częściowo na terenie późniejszego domu Ipatiewa. Wkrótce jednak okazało się, że obiekt jest za mały by pomieścić wszystkich chętnych do udziału w nabożeństwach, a dodatkowo budynek zaczął stopniowo popadać w ruinę. W 1782 na żądanie parafian rozpoczęto przygotowania do budowy nowej cerkwi. Drewniane elementy ponownie zostały zdemontowane i przetransportowane do Niżneisecka (obecnie znajdującego się w obrębie Jekaterynburga), tam zostały użyte przy budowie kolejnego obiektu sakralnego i przetrwały do 1930. Główny architekt nie jest znany, choć prawdopodobnie mógł to być Michaił Małachow. Budowa ruszyła w 1792, gdy 16 maja tego roku, protojerej F. Karpiński dokonał uroczystego aktu wmurowania kamienia węgielnego pod budowę. Błogosławieństwa udzielił metropolita tobolski Warłaam. 2 września 1801, z błogosławieństwem metropolity permskiego Justyna, protojerej Karpiński konsekrował dolną świątynię, która dedykowana została Narodzeniu Matki Bożej. Protojerej Karpiński konsekrował także górną świątynię, pod wezwaniem Wniebowstąpienia Pańskiego, która nadaje nazwę całej cerkwi. Stało się to 25 lipca 1818, a błogosławieństwa znów udzielił metropolita Justyn. Całość wzniesiona została w stylu rosyjskiego baroku. 
W XIX wieku cerkiew była parokrotnie przebudowywana. Dobudowano w sumie cztery kaplice. Po północnej stronie, w górnej części, kaplicę poświęconą św. Mitrofanowi z Woroneża, konsekrowaną w 1848. Natomiast w dolnej części cerkwi, kolejna kaplica została wzniesiona została w 1890, a za patrona otrzymała ona proroka Eliasza. W 1852 od południowej strony, w dolnej świątyni, konsekrowano kaplicę Zwiastowania Bogurodzicy. W 1889, w górnej świątyni, oddano do użytku kaplicę Kazańskiej Ikony Matki Bożej. Przebudowy te sprawiły, że jekaterynburska cerkiew Wniebowstąpienia Pańskiego stała się swego rodzaju mieszaniną dwóch architektonicznych stylów: rosyjskiego baroku i bizantyńsko-ruskiego. Wykazuje ona też pewne elementy rosyjskiego klasycyzmu. Dzwonnica cerkwi była czworoboczna, o trzech piętrach. Od cerkwi pochodzi nazwa wzgórza i okolicy przy której się ona znajduje (Wzgórze Wniebowstąpienia). Był to jeden z najbardziej reprezentacyjnych rejonów Jekaterynburga, w okolicy oprócz wspomnianego domu Ipatiewa, położony jest także Pałac Rastorgujewa-Charitonowa. Szczególnym kultem cieszyła się Ikona Matki Bożej „Wszystkich Strapionych Radość”. W 1862 i 1887 w obydwu świątyniach wymieniono ikonostasy, a w 1899 budynek otoczony został murem. Przy cerkwi działała szkoła niedzielna, a parafia funkcjonowała już od 1770.

### Czasy sowieckie
Sytuacja zmieniła się po przewrocie bolszewickim. Cerkwi Wniebowstąpienia Pańskiego nie ominęły prześladowania ze strony władz sowieckich, m.in. akcja otwierania relikwii oraz konfiskata sprzętów liturgicznych. W czasie tej ostatniej władze bolszewickie przejęły łącznie około 33 kilogramów srebra. Od 1924, po serii podziałów w Rosyjskim Kościele Prawosławnym, duchowieństwo parafialne poparło opcję związaną z moskiewskim patriarchą Tichonem. Wraz z aresztowaniem patriarchy nasiliły się prześladowania ze strony władz. W 1925 świątynia poddawana była nieustannym kontrolom, a jedna z nich wykazała zaginięcie sprzętów liturgicznych o wartości 1200 rubli. Ukrywanie bogato zdobionej Kazańskiej Ikony Matki Bożej także spotkało się z represyjną odpowiedzią. W 1925 zadecydowano, że parafia zostanie pozbawiona świątyni, a budynek zostanie przejęty na cele edukacyjno-kulturalne. W 1926 cerkiew Wniebowstąpienia Pańskiego została zamknięta. Krzyże na kopule i dzwonnicy zastąpiono czerwonymi gwiazdami. Władze Swierdłowska zdecydowały o umieszczeniu w murach dawnej świątyni najpierw jednej ze szkół, a następnie placówki muzeum Rewolucji Październikowej i Swierdłowskiego Obwodowego Muzeum Krajoznawczego. W czasie II wojny światowej w pomieszczeniach zamkniętej cerkwi przechowywano część kolekcji ewakuowanego z Leningradu Ermitażu. Skonfiskowany największy dzwon cerkwi wykorzystywany był przy przedstawieniach teatralnych i baletowych. Po 1991 dzwon został zwrócony Kościołowi Prawosławnemu, ale nie powrócił do cerkwi, lecz przekazano go do katedralnego soboru Świętej Trójcy.

## Cerkiew Wniebowstąpienia Pańskiego obecnie

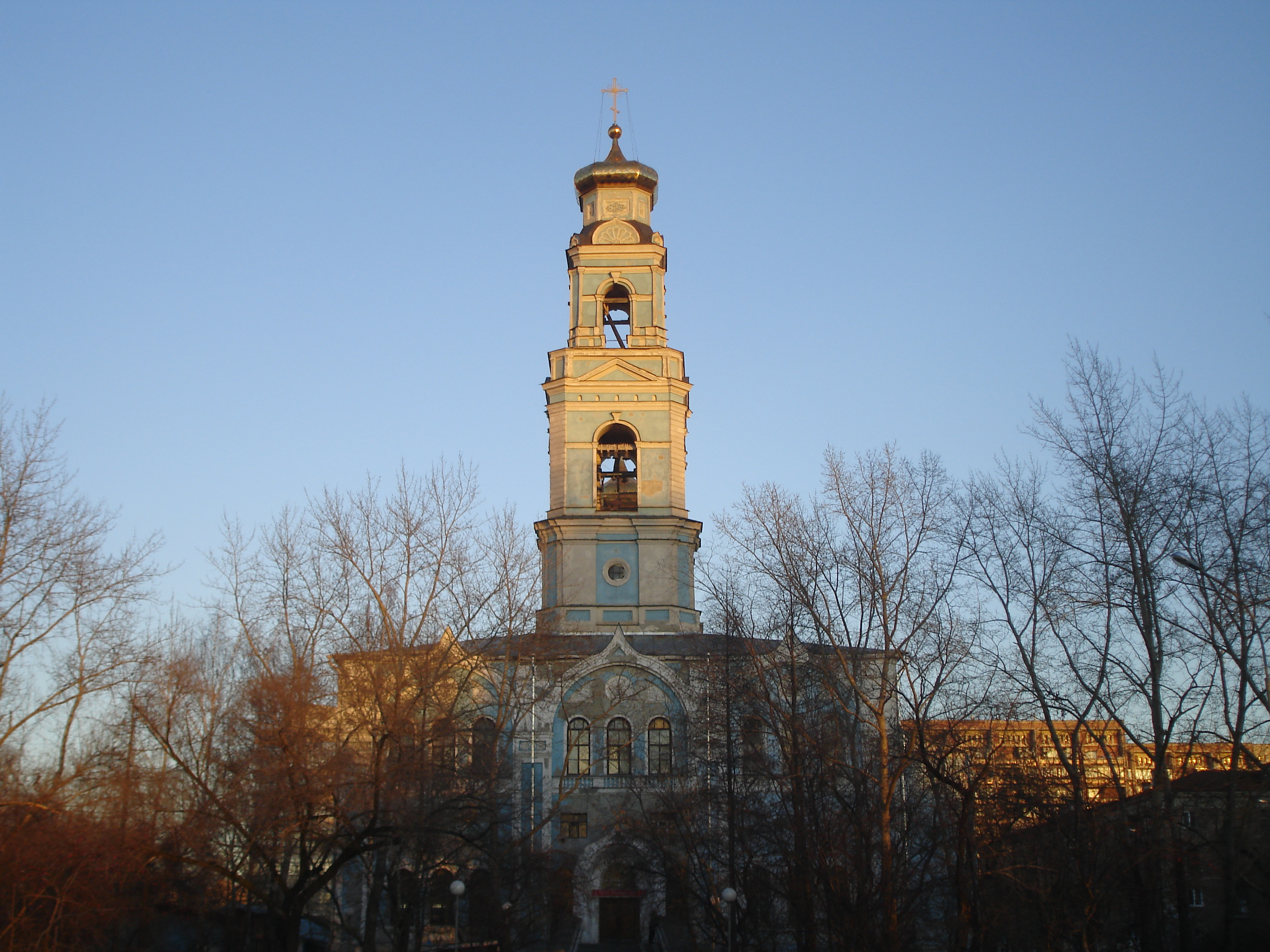
Dzwonnica cerkwi Wniebowstąpienia

Jeszcze w latach siedemdziesiątych XX wieku rozpoczęły się nieśmiałe próby odzyskania jekaterynburskiej cerkwi Wniebowstąpienia Pańskiego. Schyłkowy okres istnienia Związku Sowieckiego, a następnie jego rozpad, przyniósł poprawę dla położenia Kościoła Prawosławnego i wiernych. W 1988 rozpoczęły się starania o zwrot cerkwi. W grudniu 1990 z kopuły i dzwonnicy usunięto czerwone gwiazdy, które zstąpiono prawosławnymi krzyżami. 16 listopada 1990 Rada Miejska Swierdłowska zadecydowała o przekazaniu z dniem 1 stycznia 1991 budynku ich prawowitym właścicielom. Ponowna konsekracja cerkwi i pierwsza Boska liturgia odbyła się 15 lutego 1991, w święto Spotkania Pańskiego. Uroczystości przewodniczył ordynariusz jekaterynburski, Melchizedek. W 1995 kaplica  Kazańskiej Ikony Matki Bożej tymczasowo służyła za miejsce kultu starowierców. Cerkiew przeszła gruntowny remont. Oryginalne dekoracje i ikonostasy uległy w czasach sowieckich zniszczeniu i zostały zastąpione nowymi. Latem 1998 w cerkwi Wniebowstąpienia Pańskiego tymczasowo złożone zostały szczątki zamordowanego imperatora Mikołaja II wraz z rodziną tuż przed przetransportowaniem ich do petersburskiego soboru Pietropawłowskiego.
Parafia działająca przy cerkwi prowadzi różnego typu działalność duszpasterską (dla młodzieży, dla dorosłych itp.), a także zajmuje się pracą charytatywną wśród najbiedniejszych mieszkańców Jekaterynburga. Funkcjonuje tu też szkoła niedzielna dla dorosłych i dla dzieci, a także klub młodzieżowy. W 2004 powstało specjalne stowarzyszenie, złożone z przedstawicieli strony kościelnej, miejskiej oraz architektów, historyków sztuki i urbanistów, które ma na celu rewitalizację terenu Wzgórza Wniebowstąpienia i przywrócenia mu jego dawnej świetności.